# مجله مطالعات آین رند
مجله مطالعات آین رند (به انگلیسی: The Journal of Ayn Rand Studies) به اختصار: JARS یک مجله دانشگاهی است که به مطالعه عینیت گراییدر فلسفه عین رند اختصاص دارد. این مجله در سال ۱۹۹۹ تأسیس شد، در حال حاضر، هیئت تحریریه متشکل از کاکس، اسیابارا، رابرت ال. کمپبل و رودریک لانگ است. از سال ۲۰۱۳، این مجله توسط انتشارات دانشگاه ایالتی پن منتشر شده‌است. اگرچه جنبش عینیت گرایی به عنوان یک کیش شخصیت مورد انتقاد قرار گرفته‌است، مجله مطالعات آین رند اغلب مقالاتی از جریان اصلی روشنفکران و دانشگاهیان از دانشگاه‌های معتبر در سراسر جهان منتشر می‌کند که بدون قدیس‌نگاری به میراث رند نزدیک می‌شوند.

## جنجال
در سال ۲۰۰۲، اندرو برنشتاین، که از نظر فکری به مؤسسه آین رند وابستگی دارد، پاسخ کوتاهی به بررسی کلیف‌نوتس دربارهٔ رمان‌های آین رند داد. او متعاقباً به دلیل همکاری در مجله عذرخواهی کرد. برنشتاین نوشت: "من عمیقاً از تصمیم نسنجیده خود برای همکاری در این مجله متأسفم و بدین وسیله هرگونه ارتباط با آن را به طور غیرقابل بازگشتی رد می‌کنم" و اظهار داشت که این مجله "پر از نوشته‌های افرادی است که تحت هیچ شرایطی آگاهانه با آنها ارتباطی برقرار نمی‌کنم. " در سال ۲۰۰۷، دپارتمان فلسفه در دانشگاه ایالتی تگزاس، کمک مالی بنیاد آنتم برای حمایت از هیئت علمی مدعوی که در زمینه عینیت گرایی تخصص داشت را رد کرد.